# Dymasius moestulus
Dymasius moestulus är en skalbaggsart som beskrevs av Holzschuh 2005. Dymasius moestulus ingår i släktet Dymasius och familjen långhorningar. Inga underarter finns listade i Catalogue of Life.